# وزارة المالية (بلغاريا)
وزارة المالية (بالبلغاريَّة: Министерството на финансите) هي مؤسسة حكومية بلغارية بدرجة وزارة، وهي مسؤولة عن صياغة وتنفيذ الميزانية والسياسة المالية والمالية لبلغاريا. وهي من بين أول 6 وزارات بلغارية، تأسست في 5 يوليو 1879 م.
الوزير الحالي هو أسين فاسيليف، والذي تولى المنصب في يونيو 2023 م.
تقع الإدارة المركزية للوزارة ضمن مبنى على شارع "ج. س. راكوفسكي" رقم 102 في العاصمة صوفيا.

## تاريخ
بدأت وزارة المالية عملها في 5 يوليو 1879، عندما قام الأمير ألكسندر الأول أمير باتنبرغ بتشكيل الحكومة الأولى لبلغاريا بموجب المرسوم رقم 1. والذي تم تعيين غريغور ناتوفيتش كأول وزير للمالية. ومهمته هو إعداد وتوجيه القضايا المالية والاقتصادية للدولة من خلال وضع ميزانيات الدولة وإدارة وتنظيم ومراقبة الضرائب والرسوم والجبايات الحكومية. وتخضع إدارات الضرائب والمكوس الإقليمية ومكاتب الجمارك مباشرة لوزارة المالية. في عام 1885، تم إنشاء "إدارة ديون الدولة" في وزارة المالية.
تم تحويلها بموجب المرسوم رقم 59 تاريخ 1/2/1957 بدمج وزارة المالية وهيئة مراقبة الدولة في وزارة المالية ورقابة الدولة. ومع صدور قانون مراقبة الدولة عام 1958، تم تكليف الوزارة بمهمة مراقبة تنفيذ القوانين والأوامر الصادرة عن مجلس الوزراء. ولهذا الغرض، يتم إنشاء مراقب الدولة، نائب مراقب الدولة، مراقب الدولة الأول ورئيس المجموعة. وبموجب المرسوم رقم 203 الصادر في 16 آذار/مارس 1950، أعيد تنظيم الوزارة من جديد، حيث تم استبدالها بوزارة المالية وهيئة مراقبة الدولة.
بموجب المرسوم رقم 2656 تاريخ 19/8/1987، أُغلقت وزارة المالية، وتولت وزارة الاقتصاد والتخطيط مهامها. وفي 20 نوفمبر 1989 (بموجب المرسوم رقم 2556) أُغلقت وزارة الخارجية وأعيدت وزارة المالية القديمة إلى مكانها.

## التنظيم
- مديرية الميزانية
- إدارة العلاقات العامة والبروتوكول
- إدارة الرقابة الداخلية
- إدارة التدقيق الداخلي
- مديرية السياسة الضريبية

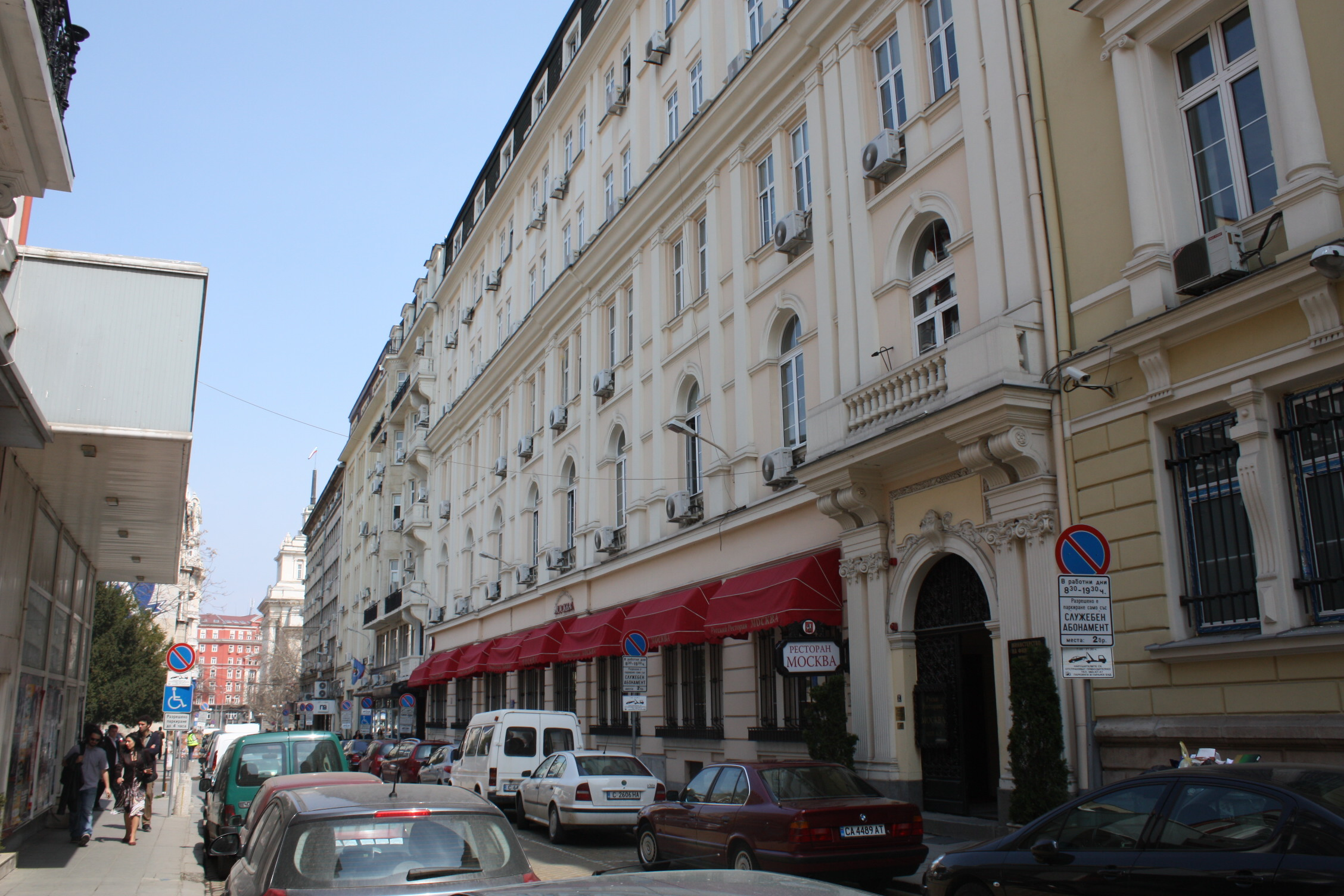
مبنى وزارة المالية.

- مديرية ديون الدولة والأسواق المالية
- مديرية "مساعدات الدولة والقطاع الحقيقي"
- مديرية نفقات الدولة
- مديرية خزينة الدولة
- مديرية السياسات الاقتصادية والمالية
- مديرية نظم المعلومات
- مديرية "المؤسسات المالية الدولية والتعاون"
- مديرية الصندوق الوطني
- قسم قانوني
- مديرية الحماية القانونية
- مديرية المالية وإدارة الممتلكات
- مديرية مالية البلديات
- مديرية "الوحدة المركزية للتمويل والمقاولات"
- إدارة الموارد البشرية والخدمات الإدارية

## الوكالات واللجان
- هيئة التفتيش المالي الحكومية
- وكالة الجمارك
- وكالة المشتريات العامة
- الوكالة التنفيذية "تدقيق أموال الاتحاد الأوروبي"
- الوكالة الوطنية للإيرادات

## المنشآت المملوكة للوزارة
- بنك التنمية البلغاري مملوك لوزارة المالية. وهي مملوكة للدولة بنسبة 99.99٪. ويقدم تمويل الصادرات وتمويلها للمؤسسات الصغيرة والمتوسطة والمنتجين الزراعيين. وهو يلعب دور بنك التصدير والاستيراد في بلغاريا.

## أنظر أيضا
- اقتصاد بلغاريا

## الوصلات الخارجية
- الصفحة الرسمية لوزارة المالية